# Cratere Globe
Globe  è un cratere sulla superficie di Marte.